# Темне (язык)
Темне — язык народа темне, проживающего в Сьерра-Леоне. Относится к атлантической семье языков нигеро-конголезской макросемьи. Число носителей — около 1,2 миллионов человек, что делает темне одним из самых распространённых языков страны (около 30 % всего населения). Носители проживают в основном в центральных и западных районах Сьерра-Леоне, кроме того, темне — это лингва-франка для народов, проживающих в смежных регионах.
Относится к тональным языкам. Наиболее близкородственны — языки бага (Гвинея) и язык шербро (Сьерра-Леоне). Некоторое число носителей имеется также в Гамбии, Гвинее, США и странах Европы. Изучается в школах в качестве факультативного предмета.
| Алфавит темне | Алфавит темне | Алфавит темне | Алфавит темне | Алфавит темне | Алфавит темне | Алфавит темне | Алфавит темне | Алфавит темне | Алфавит темне | Алфавит темне | Алфавит темне | Алфавит темне | Алфавит темне | Алфавит темне | Алфавит темне | Алфавит темне | Алфавит темне | Алфавит темне | Алфавит темне | Алфавит темне | Алфавит темне | Алфавит темне | Алфавит темне | Алфавит темне | Алфавит темне | Алфавит темне | Алфавит темне |
| ------------- | ------------- | ------------- | ------------- | ------------- | ------------- | ------------- | ------------- | ------------- | ------------- | ------------- | ------------- | ------------- | ------------- | ------------- | ------------- | ------------- | ------------- | ------------- | ------------- | ------------- | ------------- | ------------- | ------------- | ------------- | ------------- | ------------- | ------------- |
| A             | Ȧ             | B             | Ch            | D             | E             | Ɛ             | Ə             | F             | Gb            | H             | I             | K             | L             | M             | N             | Ŋ             | O             | Ɔ             | P             | R             | S             | Sh            | T             | Th            | U             | W             | Y             |
| a             | ȧ             | b             | ch            | d             | e             | ɛ             | ǝ             | f             | gb            | h             | i             | k             | l             | m             | n             | ŋ             | o             | ɔ             | p             | r             | s             | sh            | t             | th            | u             | w             | y             |